# La Motte-Picquet (frégate)
Pour les autres navires du même nom, voir Lamotte-Picquet (navire).
Pour les articles homonymes, voir La Motte-Picquet (homonymie).
La frégate La Motte-Picquet (D645) est une frégate de lutte anti-sous-marine de la classe Georges Leygues (type F70) de la Marine nationale lancée en 1985.

## Historique et mission
Son indicatif visuel est D645. Elle est parrainée par la ville de Rennes. Elle est baptisée du nom du lieutenant général des armées navales Toussaint-Guillaume Picquet de La Motte, dit La Motte-Picquet (1720 - 1791).
Du 4 mars au 23 juin 1995, elle participe à une mission de représentation dans le golfe Persique. Canal de Suez, Djibouti, salon militaire d'Abu-Dhabi, Dubai, Bahreïn, Doha, Mascate. Départ et retour à Toulon.
En novembre 1995, mission de contrôle de l'embargo en Adriatique, au large de Brindisi. Escales à Heraklion et Venise.
En 1999 elle participe en mai et juin a la guerre du Kosovo dans la région des bouches de Kotor, puis en fin d'année passe le canal de Suez pour se rendre à Djibouti, pour en assurer sa défense au milieu des combats en Érythrée puis en Somalie.
En janvier 2012, dans le cadre de la crise du détroit d'Ormuz avec l'Iran, elle a été déployée dans le golfe Persique.
Le 13 novembre 2013, le navire est en préparation opérationnelle à Brest. Le 18 novembre 2015, le Charles de Gaulle appareille et rejoint son groupe aéronaval dont fait partie le La Motte-Picquet. Celui-ci est également constitué de la frégate Chevalier Paul, de la frégate belge Léopold Ier, du destroyer britannique HMS Defender, du navire ravitailleur Marne et d'un sous-marin nucléaire d'attaque.
Sa dernière mission opérationnelle au cours de laquelle elle a évolué dans le Grand Nord et au sein du groupe aéronaval se termine dans la base navale de Brest en avril 2020. Elle commence en mai 2020 à être préparée en vue de son désarmement et à terme son démantèlement. La dernière cérémonie des couleurs, qui marquera officiellement le retrait du service actif du bâtiment, s'est déroulée le 13 octobre 2020.

## Caractéristiques

### Navigation
La frégate La Motte-Picquet est équipée de deux centrales de navigation inertielle SIGMA 40 créées par Sagem. 

### Armement
À son lancement, il est armé de 2 système de 4 missiles anti-navire MM40 Exocet (8 Exocet), d'un système anti-aérien Crotale EDIR avec 8 missiles sur rampes (26 Crotale), d'un canon de 100 mm Mod. 1968 CADAM, de deux canons anti-aérien de 20 mm Oerlikon Mk 10 Mod. 23, de deux mitrailleuses de 12,7 mm et de deux catapultes fixes pour torpilles anti-sous-marines L 5 mod 4 (10 torpilles). Il embarque deux hélicoptères Westland Lynx.

## Distinction
- Le 6 juillet 2016, à la suite de l'opération Arromanches 2 en Méditerranée orientale, la frégate reçoit la croix militaire belge[7].

## Galerie

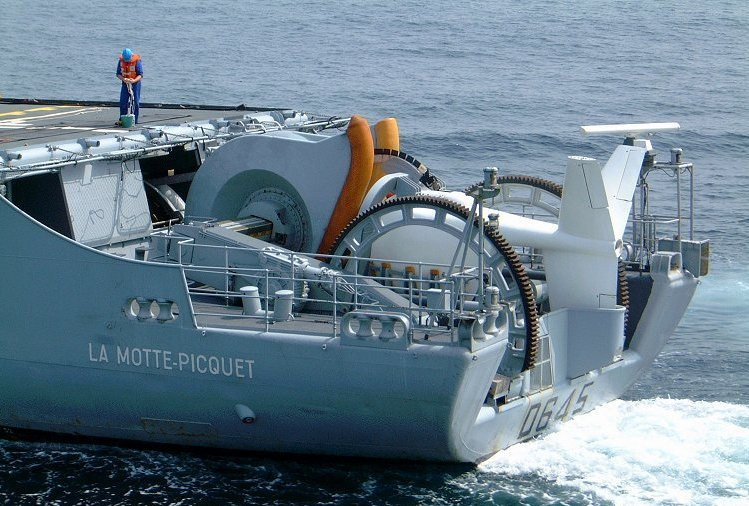
Les frégates type F70 (ici La Motte-Picquet) sont équipées de sonar remorqué VDS (Variable Depth Sonar) type DUBV43 ou DUBV43C.
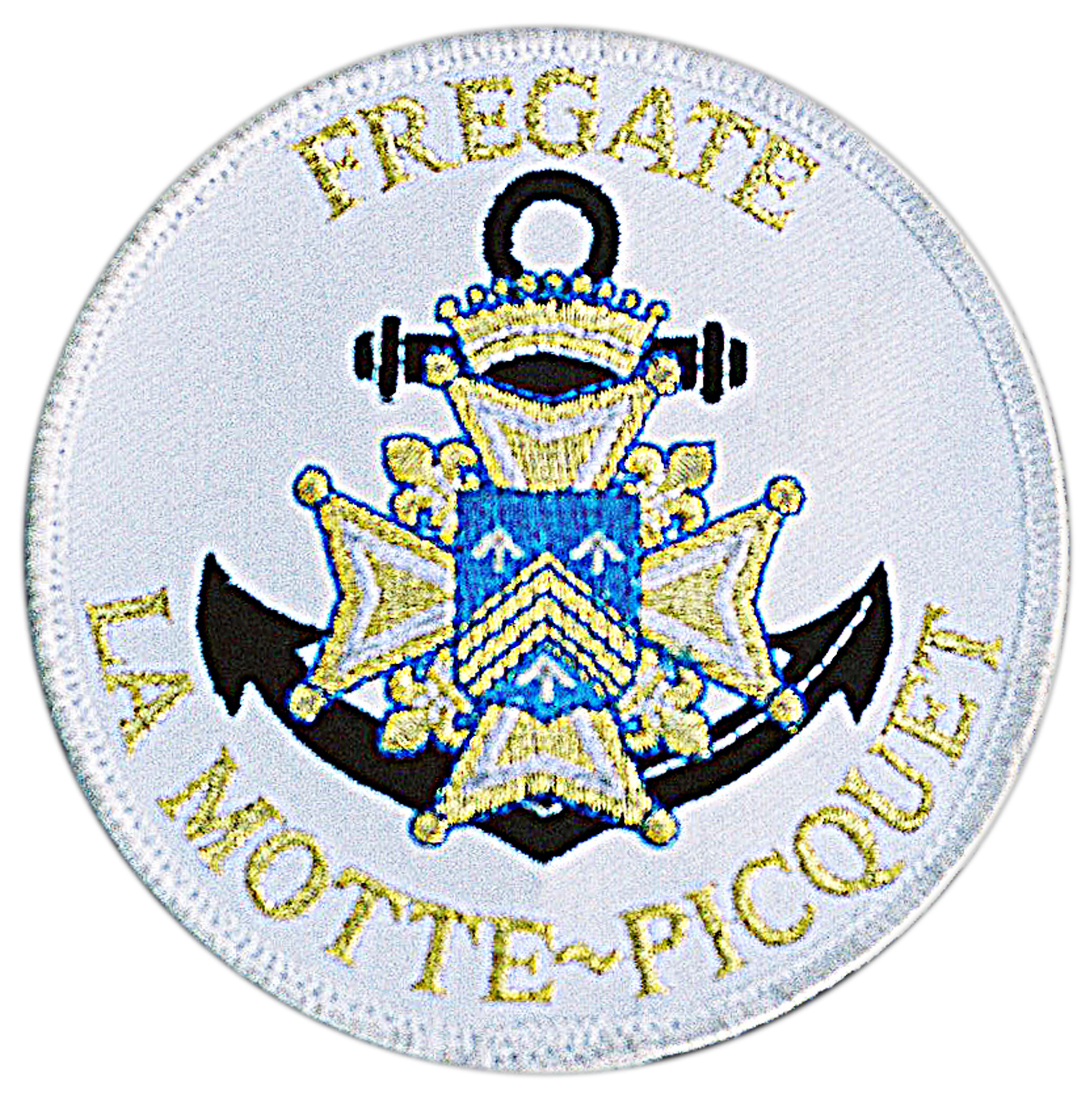
Écusson de la frégate anti-sous-marine La Motte Picquet
La frégate La Motte-Picquet à Cobh, Irlande, le 12 juin 2014
La frégate La Motte-Picquet à Cobh, Irlande, le 12 juin 2014